# Octobre 1983

## Événements
- 1er octobre : un cessez-le-feu est signé entre l’armée libanaise et les Druzes.
- 2 octobre : Neil Kinnock prend la tête du parti travailliste du Royaume-Uni.
- 4 octobre : dans le désert de Black Rock, Richard Noble établit un nouveau record de vitesse terrestre : 1 019,47 km/h.
- 5 octobre : Lech Wałęsa obtient le prix Nobel de la Paix, il ne peut se rendre à la cérémonie.
- 9 octobre : L'attentat de Rangoun visant le président de la Corée du Sud Chun Doo-hwan fait 21 morts.
- 10 octobre : Yitzhak Shamir devient Premier ministre d'Israël.
- 15 octobre (Formule 1) : Grand Prix automobile d'Afrique du Sud.
- 17 octobre : manifestations pacifistes en Allemagne de l'Ouest.
- 18 octobre : fondation de la Communauté économique des États de l'Afrique centrale (CEEAC).
- 19 - 25 octobre : Maurice Bishop, chef du Gouvernement révolutionnaire populaire de la Grenade, est tué le 19 octobre à la suite d'un putsch interne à son parti ; un conseil militaire prend le pouvoir. Les États-Unis, avec l'aide de divers États de la Caraïbe, organisent le 25 un débarquement à la Grenade. L'intervention est condamnée par l'Assemblée générale des Nations unies.
- 23 octobre : double attentat à Beyrouth contre la Force multinationale de sécurité. Explosions simultanées de deux camions piégés devant les casernes des « marines » américains et de l'Armée française à Beyrouth, (Liban). Bilan : 241 marines américains et 61 parachutistes français de la Force multinationale sont tués.
- 26 octobre[1] : le Congrès des États-Unis décide d'arrêter le réacteur nucléaire à neutrons rapides (RNR) de Clinch River.
- 30 octobre : 
  - En Argentine, début de la présidence civile de Raúl Alfonsín après la dictature de Videla, élu président avec la majorité des suffrages. Il restaure la démocratie. Il adopte une attitude raisonnable face aux militaires, choisissant de dire la vérité sur la « sale guerre » et de rendre justice, sans esprit de vengeance et sans attaquer l'institution militaire. Il souhaite que soient jugés sévèrement les anciens dirigeants des trois juntes mais que l'on fasse preuve d’indulgence vis-à-vis des exécutants. Il crée une Commission nationale sur la disparition des personnes (CONADEP) et en confie la direction à l'écrivain Ernesto Sábato.
  - Un tremblement de terre de magnitude 6.8 fait 1 330 victimes en Turquie.
- 31 octobre[2] (Liban) : une conférence de réconciliation nationale a lieu à Genève. Les responsables politiques demandent un retrait prioritaire d'Israël, ce que refusent les Forces libanaises. En novembre, les combats reprennent.

## Naissances
- 3 octobre :
  - Fred, footballeur brésilien.
  - Muhammad Qasim Fakhri, homme politique pakistanais.
- 4 octobre :
  - Abdellah Idlaasri, joueur international néerlandais de futsal.
  - Ueda Tatsuya, chanteur japonais.
  - Sophia Burn, bassiste du groupe anglais The Veils.
- 5 octobre : Nicky Hilton, jet setteuse americaine.
- 11 octobre : Ruslan Ponomariov, champion du monde d'échecs.
- 16 octobre : Loreen, chanteuse et compositrice suédoise.
- 21 octobre : Aloisio Butonidualevu, joueur de rugby fidjien († 7 novembre 2023).
- 23 octobre : Vanessa Arraven, écrivaine française († 10 mai 2022).
- 25 octobre : Nawell Madani, humoriste, animatrice et productrice belge.
- 29 octobre : Jérémy Mathieu, footballeur français.
- 31 octobre : Christophe Jallet, footballeur français.

## Décès
- 6 octobre :
  - Roland Callebout, coureur cycliste belge (° 3 août 1930).
  - Terence James Cooke, cardinal américain, archevêque de New York (° 1er mars 1921).
- 14 octobre : Paul Fix, acteur et scénariste américain (° 13 mars 1901).
- 26 octobre : Alfred Tarski, logicien polonais (° 14 janvier 1902).